# CNH Global
Pour les articles homonymes, voir CNH.
CNH Global N.V. (NYSE:CNH) est né du rachat par Fiat Geotech de Ford New Holland en 1991; en 2000 après le rachat de Case, elle change de raison sociale pour devenir CNH Global. Elle était une société mondiale possédant une gamme complète d'équipements agricoles et d’engins de travaux publics. CNH - pour Case New Holland - travaillait dans les domaines de l’ingénierie intégrée, de la fabrication, du marketing et de la distribution du matériel sur les cinq continents. La société organisait ses activités en trois secteurs : matériel agricole, engins de travaux publics et services financiers.
La société a été fondée le 12 novembre 1999 lors de la fusion entre New Holland N.V. et Case Corporation. En 2013, CNH Global fusionnait avec sa maison mère, Fiat Industrial, pour constituer CNH Industrial.
Son siège social se trouvait à Amsterdam aux Pays-Bas.
À compter du 31 décembre 2012, CNH fabriquait ses produits dans 37 sites éparpillés dans le monde entier et les distribuait dans près de 170 pays par l’intermédiaire d’environ 11 500 concessionnaires et revendeurs.

## Les marques
Les produits CNH étaient commercialisés dans le monde sous deux familles de marques, Case et New Holland. Case IH (avec Steyr en Europe) et New Holland représentaient la famille agricole alors que Case et New Holland Construction proposaient les engins de travaux publics. Chaque marque assurait une gamme exhaustive de pièces détachées et une assistance complète pour les équipements.

### Marques agricoles

#### Case IH
Case IH est une marque du secteur agricole vieille de plus de 160 ans. Sa gamme comprend des tracteurs, des moissonneuses-batteuses et des machines de récolte, des faneuses et des ensileuses, du matériel pour la préparation du sol, des planteuses et des semoirs, des pulvérisateurs et des épandeurs, ainsi que des équipements agricoles spécifiques. Parmi les modèles Case IH les plus célèbres peuvent être cités : les moissonneuses-batteuses Axial-Flow, les tracteurs Magnum, Steiger et Farmall.

#### New Holland Agriculture

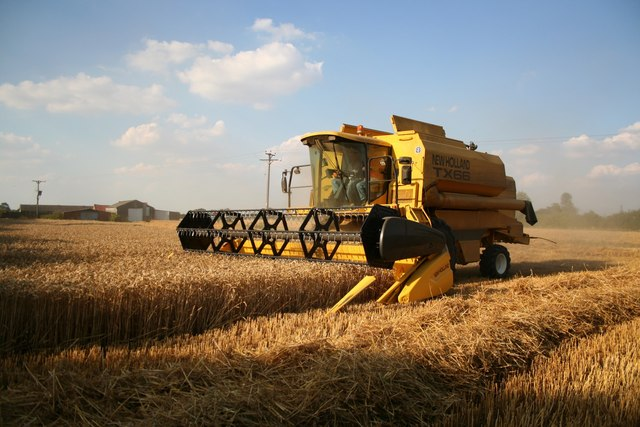
Moissonneuse-batteuse New Holland TX66.

Fondé en 1895, New Holland fabrique du matériel agricole divers. Celui-ci comprend des tracteurs, des moissonneuses-batteuses, des presses à balles, des faneuses, des outils pour le soin des pelouses, des parcs et des gazons, ainsi que des machines à vendanger. En 2008, New Holland a présenté le modèle NH2, un tracteur à hydrogène qui fonctionne à partir d’énergie renouvelable.

#### Steyr

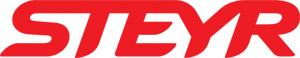
Logo de Steyr

Steyr est une marque agricole autrichienne qui a maintenant plus de 60 ans. La société est spécialisée dans les secteurs agricoles, les exploitations forestières et les travaux publics.

### Marques d'engins de travaux publics

#### Case

Logo de Case Construction Equipment

Case Construction Equipment propose une gamme exhaustive[réf. nécessaire] d’engins de travaux publics dans le monde entier, comme des chargeuses-pelleteuses, des tombereaux articulés, des pelles sur chenilles et pneus, des téléchargeurs, des niveleuses automotrices, des chargeurs sur pneus, des rouleaux vibrants, des bouteurs sur chenilles, des chargeuses compactes, des chargeuses compactes sur chenilles, des tractopelles et des élévateurs à fourche pour terrains difficiles. La première chargeuse/pelleteuse du monde montée en usine a fêté ses 50 ans en 2007.

#### New Holland Construction
New Holland Construction est un fabricant mondial qui propose une gamme complète[réf. nécessaire], à savoir des pelles sur chenilles et pneus, des chargeurs sur pneus, des chargeuses-pelleteuses, des chargeuses compactes, des bouteurs, des téléchargeurs, des mini chargeuses sur pneus, des chargeuses compactes sur chenilles, des mini-pelles et des pelles midi, ainsi que des niveleuses.

### Services financiers

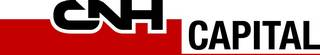
Logo de CNH Capital

CNH proposait des services financiers sous la marque CNH Capital. CNH Capital offrait ses produits et ses services financiers aux concessionnaires et aux consommateurs en Amérique du Nord, en Australie, au Brésil et en Europe occidentale. Ses principaux produits incluaient les services financiers, non seulement aux clients finaux pour l’achat ou pour le leasing du matériel CNH neuf et d’occasion, mais aussi aux concessionnaires. Les services financiers proposés aux concessionnaires consistaient fondamentalement en des financements en gros leur permettant d’acheter et de compter en permanence sur un stock significatif. Le consommateur pouvait accéder au financement en Amérique du Nord, au Brésil, en Australie et en Europe par l’intermédiaire des filiales CNH Capital, et en Europe occidentale au moyen des joint-ventures avec BNP Paribas Lease Group.

### Pièces détachées et Services après-vente

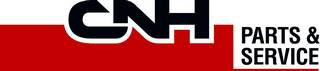
Logo de CNH Parts

Les marques CNH fournissaient à leur clientèle des pièces détachées, un service et une assistance après-vente, aussi bien chez les concessionnaires qu’à domicile. Les pièces étaient garanties pour l’ensemble des gammes actuelles et pour les produits sortis de l’usine 20 ans auparavant.
La distribution des pièces est assurée par les entrepôts aménagés sur les cinq continents.

## Histoire de Fiat-Case New Holland
- 1842 : Case est fondé aux États-Unis.
- 1873 : Pietro Laverda crée la société Laverda près de Vicenza, en Italie, pour la production et la vente d'outillages agricoles et de machines viticoles.
- 1895 : New Holland Machine Company est fondée en Pennsylvanie : la société est spécialisée dans la fabrication de machines agricoles.
- 1907 : Ford Motor Company construit le prototype de ce qui deviendra le premier tracteur agricole construit en série au monde.
- 1910 : Werkhuizen Leon Claeys, fondé en 1906, construit une usine à Zedelgem, Belgique, pour fabriquer des moissonneuses agricoles.
- 1917 : Démarrage de la production en série du tracteur agricole Fordson Modèle F.
- 1919 : Fiat commence la fabrication en série de son premier tracteur agricole, le Fiat 702.
- 1933 : La production des tracteurs Fordson se déplace à Dagenham, Essex, Grande-Bretagne.
- 1947 : Hesston est créé au Kansas : c'est un tout petit constructeur reconnu dans les équipements pour le fourrage. Sperry Corporation rachète New Holland Machine Company, et devient Sperry New Holland. Hydraulic Engineering Company est créée à Toronto (Canada), et commence la fabrication de tout  petits équipements agricoles.
- 1952 : Claeys lance la première moissonneuse autonome d'Europe.
- 1964 : Sperry New Holland s'intéresse de très près à Claeys, devenu un grand constructeur européen. Sperry New Holland lance la faucheuse conditionneuse modèle 460, capable d'exécuter ce qui devait, précédemment, être accompli par 3 machines, ce qui représente une innovation technologique des plus significatives. Ford Tractor se déplace à Basildon, Essex, Grande-Bretagne.
- 1966 : Fiat crée, au sein du groupe, les divisions Fiat Trattori (machines agricoles) et Fiat MMT - Macchine Movimento Terra (engins de travaux publics).
- 1971 : Fiat Trattori et MMT construit une nouvelle usine au Brésil et commence la production de matériels agricoles et de TP à Belo Horizonte, Brésil.
- 1974 : Fiat Group remplace ses divisions spécialisées en deux sociétés indépendantes : Fiat Trattori et Fiat MMT. Fiat MMT crée une coentreprise avec l'américain Allis-Chalmers Corporation, appelée Fiat-Allis, pour les engins de TP.
- 1975 : Fiat Trattori rachète le constructeur italien Laverda, spécialiste mondial des moissonneuses batteuses. Ford commence la production de tracteurs agricoles dans son usine de São Paulo au Brésil.
- 1975 : Braud produit sa première machine de cueillette du raisin. Inventeur de la machine à vendanger et de nombreuses innovations dans le domaine vinicole, l'entreprise se spécialise dans ce domaine et en devient rapidement le leader mondial. Braud produit également des moissonneuses-batteuses jusqu'au milieu des années 1980.
- 1977 : Fiat Trattori SpA rachète l'américain Hesston, ce qui lui assure l'ouverture du marché Nord Américain. Fiat Trattori rachète l'italien Agrifull, spécialiste des tracteurs de petites dimensions.
- 1984 : Fiat Trattori SpA devient FiatAgri SpA, la holding spécialisée dans le matériel agricole au sein du groupe Fiat SpA. FiatAgri SpA rachète Braud à travers la société Laverda.
- 1986 : Ford Motor Company rachète Sperry New Holland, et fusionne avec Ford Tractor en créant Ford New Holland.
- 1988 : Les deux sociétés Fiat-Allis et FiatAgri fusionnent pour donner naissance à une nouvelle holding FiatGeotech. Avec cette restructuration majeure dans l'organisation de l'activité du groupe Fiat SpA, Hesston et Braud fusionnent pour créer Hesston-Braud, intégrée dans Coex.
- 1991 : Fiat Group rachète Ford New Holland Inc., et fusionne avec FiatGeotech qui devient N.H.Geotech. Ce sera le début d'une vaste opération d'intégration et de rationalisation de toutes les fabrications dans la holding agricole du groupe Fiat sous une même bannière. Versatile Farm Equipment Company est intégrée dans Ford New Holland America une division de N.H. Geotech North America.
- 1993 : N.H.Geotech devient simplement New Holland ce qui marque la fin d'une période de transition. Après une année remplie de succès commerciaux, F.H. Construction Equipment et Fiat-Hitachi Excavators fusionnent.
- 1994 : Lors de sa convention mondiale qui s'est tenue à Londres, New Holland présente sa nouvelle structure intégrée.
- 1996 : Une nouvelle coentreprise est constituée avec Iveco (holding poids lourds de Fiat Group SpA) et Cummins - E.E.A. European Engine Alliance - fait de New Holland le centre d'excellence des moteurs. Lors de sa seconde convention mondiale qui s'est tenue à Orlando en Floride, New Holland lance 24 nouveaux modèles de tracteurs agricoles dans 3 gammes différentes ainsi que la nouvelle ligne compacte de pelles mécaniques Fiat-Hitachi. En novembre New Holland N.V. est cotée à la bourse de New York.
- 1997 : New Holland complète le rachat de toutes les participations encore détenues par Ford Motor Credit Company dans la coentreprise. New Holland signe un contrat de coopération avec le constructeur français Manitou pour la conception et la fabrication d'une gamme spécifique de nacelles télescopiques New Holland.
- 1998 : En Inde, New Holland termine la construction de sa nouvelle usine de tracteurs de la gamme 35 - 75 HP, et en débute la fabrication. New Holland signe un accord avec Flexi-Coil, leader canadien des systèmes de semis et de labourage. En Turquie, New Holland signe un nouvel accord de coopération avec son partenaire local pour porter sa participation dans Türk Traktör à 37,5 %. New Holland Finance développe ses activités de financement à partir de la Grande-Bretagne vers les autres pays européens, en commençant par l'Italie, la France et l'Allemagne.
- 1999 : Fiat Group et New Holland rachètent le groupe américain Case IH. L'absorption de Case par New Holland donne naissance à CNH - Case New Holland - en novembre 1999. Le chiffre d'affaires de l'année 2000 était supérieur à 10 milliards US$ ; il est passé à 13 milliards en 2006.
- 2000 : CNH Global devient le premier constructeur mondial d'équipement agricoles, et le troisième constructeur mondial d'engins de travaux publics. Basée aux États-Unis, CNH Global fabrique dans 16 pays et commercialise ses produits dans 160 pays à travers plus de 10.000 revendeurs et concessionnaires. Les produits du groupe CNH sont commercialisés sous diverses marques comme : Case, Case International Harvester, Fiat, Fiat-OM, Fiat-Allis, Fiat-Hitachi, Fiat-Kobelco, Link-Belt, New Holland, O&K, Steyr et Kobelco.
- 1er janvier 2011 : CNH devient une filiale de Fiat Industrial S.p.A.
- 2013 : CNH Global et Fiat Industrial fusionnent pour créer la holding CNH Industrial.
- 2014 : depuis la fusion des marques du groupe Fiat dans CHN Industrial, Case et New Holland disposaient d'un catalogue strictement identique d'engins de construction. Il a été décidé d'arrêter la commercialisation des engins de travaux publics par New Holland, désormais le domaine exclusif de Case. New Holland Agriculture va continuer à vendre des petits matériels pour des activités agricoles[11]. Cette décision est opérationnelle depuis le 1er janvier 2014 aux États-Unis et le 1er janvier 2015 en Europe.
- 2015 : les gros engins de terrassements - dumpers et tomberaux articulés - de la marque italienne ASTRA, filiale d'IVECO, sont désormais commercialisés sous la marque Case.

## Sources
1. ↑  20F 2009 p. 19 http://phx.corporate-ir.net/External.File?item=UGFyZW50SUQ9MzcwOTgyfENoaWxkSUQ9MzY3ODkyfFR5cGU9MQ==&t=1
2. ↑  FORM 20F 2011– p. 21. : http://phx.corporate-ir.net/External.File?item=UGFyZW50SUQ9MTc0MDU2fENoaWxkSUQ9LTF8VHlwZT0z&t=1
3. ↑  Site officiel Case IH www.caseih.com
4. ↑  (en) « New Holland NH2 hydrogen fuel cell tractor », sur Envirofuel, 28 décembre 2008 (consulté le 13 août 2020).
5. ↑  Site officiel New Holland Agriculture www.newholland.com
6. ↑  Site officiel Steyr www.steyr-traktoren.com
7. ↑  Site officiel Case Construction Equipment www.case-ce.com
8. ↑  Site officiel New Holland Construction www.newholland.com
9. ↑  Site Internet officiel CNH Capital http://www.cnhcapital.com/wps/portal/cnhcapital/commercial?title_text=Commercial&brandsite_brand=CNHCapital&brandsite_language=en&brandsite_geo=NA&brandsite_geo_1=USA
10. ↑  Site BNP Paribas http://www.bnpparibas.com/en/news/group.asp?Code=IPAL-849LKK&Key=Extension%20of%20the%20partnership%20between%20BNP%20Paribas%20Lease%20Group%20and%20Case%20New%20Holland%20(CNH)%20in%20Belgium%20and%20the%20Netherlands
11. ↑  « New Holland arrête la construction » (consulté le 15 avril 2021)